# Yrjö Aaltonen
Yrjö Aaltonen, född 31 januari 1916 i Raumo, död 19 april 1979 i Helsingfors, var en finländsk regissör och filmfotograf.

## Filmografi (urval)
- 1946 – Syksy
- 1958 – Auran kuulut kultasepät
- 1961 – Pikku Pietarin piha